# Cory Everson
Corinna Kneuer (* 4. Januar 1958 in Racine, Wisconsin), besser bekannt als Cory oder Corey Everson, ist eine US-amerikanische Bodybuilderin und Schauspielerin. Sie gewann den Ms. Olympia-Wettbewerb sechs Mal in Folge von 1984 bis 1989.

## Leben
Corinna Kneuer wurde in Racine, Wisconsin geboren. Sie schloss die Highschool in Deerfield, Illinois ab. Danach hatte sie ihren Abschluss an der University of Wisconsin-Madison, wo sie an verschiedenen Sportarten teilnahm (Turnen, Leichtathletik und Badminton). Während sie die University of Wisconsin-Madison abschloss, traf sie Jeff Everson, einen Bodybuilder und Krafttrainer. Sie heirateten 1982.
Kneuer ernährt sich vegetarisch.

## Bodybuilding-Karriere
Nach ihrem Abschluss begann Cory Everson, als Bodybuilderin zu trainieren.
Wettbewerbe
- 1980 Ms. Mid America  – 1.
- 1980 American Couples – 3.
- 1981 Ms. Midwest Open – 1. (Tall & Overall)
- 1981 Ms. Central USA – 1. (HW and Overall)
- 1981 Couples America – 1.
- 1981 American Championships – 11. (MW)
- 1982 Ms. East Coast – 1. (MW)
- 1982 Bodybuilding Expo III – 2. (MW)
- 1982 Bodybuilding Expo Couples – 2.
- 1982 AFWB American Championships – 5. (HW)
- 1982 IFBB North American – 1. (MW and Overall)
- 1982 IFBB North American Mixed Pairs – 1.
- 1983 Bodybuilding Expo IV – 1. (MW and Overall)
- 1983 Bodybuilding Expo Mixed Pairs – 1.
- 1983 U.S. Bodybuilding Championships Couples – 1.
- 1983 AFWB American Championships – 8.(HW)
- 1983 NPC Nationals – 2. (HW)
- 1984 American Women’s Championships – 1. (HW and Overall)
- 1984 NPC Nationals – 1. (HW and Overall)
- 1984 IFBB Ms. Olympia – 1.
- 1985 IFBB Ms. Olympia – 1.
- 1986 IFBB Ms. Olympia – 1.
- 1987 IFBB Ms. Olympia – 1.
- 1988 IFBB Ms. Olympia – 1.
- 1989 IFBB Ms. Olympia – 1.

## In Film und Fernsehen
Nach ihrem Rücktritt von den Wettbewerben begann Everson zu schauspielern. Ihre erste größere Rolle hatte sie in Geballte Ladung – Double Impact (1991) an der Seite von Jean-Claude Van Damme. 1994 war sie in einer Nebenrolle in Natural Born Killers zu sehen. Darüber hinaus hatte sie Gastauftritte in den Serien Hör mal, wer da hämmert und Hercules.
 Filmografie (Auswahl) 
- 1986: Der Morgen danach (The Morning After)
- 1991: Geballte Ladung – Double Impact (Double Impact)
- 1994: Natural Born Killers
- 1994: Die CIA-Verschwörung (Felony)
- 1995: Ballistic
- 1995–1998: Hercules (Hercules: The Legendary Journeys, Fernsehserie, 3 Folgen)